# Antillicharis
Antillicharis is een geslacht van rechtvleugeligen uit de familie krekels (Gryllidae). De wetenschappelijke naam van dit geslacht is voor het eerst geldig gepubliceerd in 2009 door Otte & Perez-Gelabert.

## Soorten
Het geslacht Antillicharis omvat de volgende soorten:
- Antillicharis abejas Otte & Perez-Gelabert, 2009
- Antillicharis adaptos Otte & Perez-Gelabert, 2009
- Antillicharis adorabilis Otte & Perez-Gelabert, 2009
- Antillicharis agastos Otte & Perez-Gelabert, 2009
- Antillicharis anactorios Otte & Perez-Gelabert, 2009
- Antillicharis antillarum Saussure, 1874
- Antillicharis aphenges Otte & Perez-Gelabert, 2009
- Antillicharis aphetos Otte & Perez-Gelabert, 2009
- Antillicharis apito Otte & Perez-Gelabert, 2009
- Antillicharis bacaju Otte & Perez-Gelabert, 2009
- Antillicharis basilios Otte & Perez-Gelabert, 2009
- Antillicharis bellatulus Otte & Perez-Gelabert, 2009
- Antillicharis celerans Otte & Perez-Gelabert, 2009
- Antillicharis cresbios Otte & Perez-Gelabert, 2009
- Antillicharis cuphos Otte & Perez-Gelabert, 2009
- Antillicharis cydalimos Otte & Perez-Gelabert, 2009
- Antillicharis demissus Otte & Perez-Gelabert, 2009
- Antillicharis dubius Caudell, 1922
- Antillicharis echodes Otte & Perez-Gelabert, 2009
- Antillicharis eclipes Otte & Perez-Gelabert, 2009
- Antillicharis egregius Otte & Perez-Gelabert, 2009
- Antillicharis empsychos Otte & Perez-Gelabert, 2009
- Antillicharis energos Otte & Perez-Gelabert, 2009
- Antillicharis eperastos Otte & Perez-Gelabert, 2009
- Antillicharis epholcos Otte & Perez-Gelabert, 2009
- Antillicharis eribombos Otte & Perez-Gelabert, 2009
- Antillicharis errabundus Otte & Perez-Gelabert, 2009
- Antillicharis facetus Otte & Perez-Gelabert, 2009
- Antillicharis fulvescens Saussure, 1878
- Antillicharis gaudialis Otte & Perez-Gelabert, 2009
- Antillicharis gegonos Otte & Perez-Gelabert, 2009
- Antillicharis gratus Otte & Perez-Gelabert, 2009
- Antillicharis gryllodes Pallas, 1772
- Antillicharis habros Otte & Perez-Gelabert, 2009
- Antillicharis idanos Otte & Perez-Gelabert, 2009
- Antillicharis illectans Otte & Perez-Gelabert, 2009
- Antillicharis illex Otte & Perez-Gelabert, 2009
- Antillicharis kirrhos Otte & Perez-Gelabert, 2009
- Antillicharis melodos Otte & Perez-Gelabert, 2009
- Antillicharis nanion Otte & Perez-Gelabert, 2009
- Antillicharis naskreckii Otte & Perez-Gelabert, 2009
- Antillicharis nocturus Otte & Perez-Gelabert, 2009
- Antillicharis oriobates Otte & Perez-Gelabert, 2009
- Antillicharis palans Otte & Perez-Gelabert, 2009
- Antillicharis pannychios Otte & Perez-Gelabert, 2009
- Antillicharis pelliciens Otte & Perez-Gelabert, 2009
- Antillicharis planodes Otte & Perez-Gelabert, 2009
- Antillicharis polyplanes Otte & Perez-Gelabert, 2009
- Antillicharis polypsophos Otte & Perez-Gelabert, 2009
- Antillicharis properatos Otte & Perez-Gelabert, 2009
- Antillicharis regificus Otte & Perez-Gelabert, 2009
- Antillicharis regillus Otte & Perez-Gelabert, 2009
- Antillicharis rodriguezi Saussure, 1874
- Antillicharis sabaensis Otte & Perez-Gelabert, 2009
- Antillicharis saukros Otte & Perez-Gelabert, 2009
- Antillicharis saulcyi Guérin-Méneville, 1844
- Antillicharis sibilans Saussure, 1878
- Antillicharis similis Walker, 1869
- Antillicharis solivagus Otte & Perez-Gelabert, 2009
- Antillicharis thaumasios Otte & Perez-Gelabert, 2009
- Antillicharis thorybodes Otte & Perez-Gelabert, 2009
- Antillicharis tintinnans Otte & Perez-Gelabert, 2009
- Antillicharis tychaeos Otte & Perez-Gelabert, 2009
- Antillicharis tyrannicos Otte & Perez-Gelabert, 2009
- Antillicharis unicolor Olivier, 1791
- Antillicharis vigil Otte & Perez-Gelabert, 2009
- Antillicharis vigilax Otte & Perez-Gelabert, 2009
- Antillicharis vivus Otte & Perez-Gelabert, 2009
- Antillicharis xouthos Otte & Perez-Gelabert, 2009
- Antillicharis zatheos Otte & Perez-Gelabert, 2009